# Heather Hofmeister
Heather Anne Hofmeister (* 1972 in Tulsa) ist eine deutsch-amerikanische Soziologin. Sie ist Professorin für Arbeitssoziologie an der Johann Wolfgang Goethe-Universität Frankfurt am Main.

## Biografie
Sie wuchs in Houston auf und studierte Soziologie. Hofmeister machte 1995 ihren Bachelor of Arts an der Rice University. 1998 folgte der Master of Arts in Soziologie am Ithaca College und 2002 der Ph.D. an der Cornell University. In der Zeit von 1997 bis 2001 forschte sie als Predoctoral Fellow am Cornell Careers Institute der Cornell University. Sie war 2001 bis 2002 Visiting Professor der Soziologie am Ithaca College. Im Jahr 2002 wechselte sie nach Deutschland und ging als wissenschaftliche Assistentin an die Fakultät für Soziologie der Universität Bielefeld. Von 2002 bis 2007 arbeitete sie als Wissenschaftliche Mitarbeiterin am Lehrstuhl für Soziologie der Universität Bamberg. Von 2007 bis 2011 hatte sie eine Professur an der RWTH Aachen für Soziologie mit dem Schwerpunkt Gender- und Lebenslaufforschung inne. Dort war sie von 2008 bis 2011 auch Prorektorin für Personal und wissenschaftlichen Nachwuchs. Sie wurde damit zur ersten Frau im Rektorat der RWTH. Sie wechselte danach an die Goethe-Universität Frankfurt am Main und ist dort seit 2011 Professorin für Soziologie mit dem Schwerpunkt Arbeitssoziologie.
Hofmeister war von Oktober 2012 bis April 2015 Geschäftsführende Direktorin an Institut für Soziologie im Fachbereich Gesellschaftswissenschaften. Als Studiendekanin engagierte sie sich von Oktober 2020 bis März 2021 im Fachbereich Gesellschaftswissenschaften der Goethe-Universität Frankfurt am Main. Im Direktorium der Universität ist sie seit 2011 vertreten.
2014 war sie Visiting Professor der Cornell University, Center for Economy and Society, 2022 am Trinity College Dublin.
Von 2011 bis 2019 war sie Universitätsratsmitglied an der Universität Bamberg und seit 2018 an der Technischen Universität München.

## Forschung
Heather Hofmeister untersucht das Thema Arbeit unter den Gesichtspunkten Gender, Führung, Karriere und Wissenschaft. Ihr Blick richtet sich auf Frauen in männerdominierten Umgebungen. Den Bereich Arbeitssoziologie verknüpft sie u. a. mit den Aspekten Lebenslauf und Geschlecht. Sie zieht dabei internationale Vergleiche. Ziel ist, die Forschungsergebnisse praktisch anzuwenden. Dazu bietet sie Workshops im universitären Bereich an.

## Schriften (Auswahl)
- Marital Quality in Retirement. The Relationship to Gender Ideology and Lifetime Employment of Couples. Cornell University 1998 (Doktorarbeit).
- Couples' Commutes to Work Considering Workplace, Household, and Neighborhood Contexts. The Traffic Triangle. University of Michigan, Ann Arbor 2002.
- mit Hans-Peter Blossfeld: Globalization, Uncertainty, and Women’s Careers. An International Comparison. Edward Elgar Publishing, Cheltenham/Northampton 2008, ISBN 978-1-8472-0625-1.